# Umay
Umay est une application mobile gratuite, développée en Indre par Ocean Pink,.
L'application est disponible sous Android et IOS,.
Les personnes utilisatrices peuvent partager leurs trajets et déplacements avec leurs proches et signaler tout problème rencontré durant celui-ci,,. L'application propose également une carte de safe places,,.

## Historique
L'application a été créé à Aix-en-Provence sous le nom Garde ton corps,,.

### Partenariats
L'application est en partenariat avec de nombreuses communes. Ces partenariats permettent de répertorier les safe places de celles-ci mais également de proposer des formations aux agents d'accueil des différents lieux publics.
L'application est en partenariat avec la ville de Clichy.
L'application est en partenariat avec la ville de Brétigny-sur-Orge. La cofondatrice de l'application, Pauline Vanderquand, s'est exprimée sur ce partenariat : « Ce n'était pas une demande urgente de la part de Brétigny. On rencontre énormément de collectivités. On travaille avec plus d'une quinzaine de villes aujourd'hui et elles commencent à nous connaître [...]. La ville de Brétigny a entendue parler de nous. ».
Le 10 février 2022, l'application établit un partenariat avec Monoprix.
En mai 2022, l'application signe un partenariat avec la ville de Rouen,.
Le 8 septembre 2023, l'application devient partenaire avec la ville de Brétigny-sur-Orge,.
En mars 2024, la Française des jeux annonce le déploiement national de Umay,,.

## Récompenses et distinctions
En novembre 2023, la ville de Rouen a obtenu le prix de l'innovation territoriale au salon des maires et des collectivités locales pour « son engagement contre le harcèlement de rue et les violences sexistes avec l'application Umay ».